# Salote Mafileʻo Pilolevu Tuita
Salote Mafileʻo Pilolevu Tuita (n. 14 noiembrie 1951, Nukuʻalofa, Tonga) este o prințesă din Tonga.